# Гюмюшхане (вилает)
Гюмюшхане (на турски: Gümüşhane) е вилает в Северна Турция. Административен център на вилаета е едноименният град Гюмюшхане (Аргируполи).
Вилает Гюмюшхане е с население от 191 474 жители (оценка от 2006 г.) и обща площ от 6575 кв. км. Вилает Гюмюшхане е разделен на 6 общини.

## Население
Численост на населението според преброяванията през годините:
| Година | Численост |
| 1990   | 168 845   |
| 2000   | 186 953   |
| 2011   | 129 045   |